# رودريك كامبل
رودريك كامبل (بالإنجليزية: Roderick Campbell)‏ هو سياسي بريطاني، ولد في 15 يونيو 1953 في إدنبرة في المملكة المتحدة. حزبياً، نشط في الحزب القومي الاسكتلندي. في الانتخابات النيابية العمومية الاسكتلندية 2011 ‏، انتخب عضو البرلمان الاسكتلندي الرابع ‏ عن دائرة North East Fife (Scottish Parliament constituency) ‏ وقد انضم خلال فترته النيابية ‏ (5 مايو 2011 – 24 مارس 2016) للكتلة البرلمانية الحزب القومي الاسكتلندي.